# António Bessone Basto
António de Almeida Bessone Basto (Algés, 9 de novembro de 1945) é um ex-atleta olímpico, dirigente e escritor  português, sendo um dos mais ecléticos e premiados atletas portugueses de sempre, representando Portugal em várias modalidades, tendo atingido o mais alto nível na Natação, no Andebol e na Caça Submarina.
Participou nos Jogos Olímpicos de Verão de 1964, nos 400 metros estilos.
É atualmente vice-presidente do Sport Algés e Dafundo.